# Равіт Хелед
Равіт Хелед Іта (івр. רוית חלד איטה; нар. 1980) — ізраїльська планетологиня, професорка кафедри астрофізики та космології Цюрихського університету. Вона вивчає газові планети-гіганти в Сонячній системі та екзопланети. Членкиня наукової групи Juno. Одна з 50 найвпливовіших жінок Ізраїлю за версією Форбс (2015).

## Біографія
У 2004 році Равіт Хелед отримала ступінь бакалавра у Тель-Авівському університеті. Вона продовжила навчання в аспірантурі в Тель-Авівському університеті, де у 2007 році захистила дисертацію про формування планет-гігантів.
З 2007 по 2009 рік вона була постдоком в Університеті Каліфорнії в Лос-Анджелесі на кафедрі планетарних наук. У 2009 році перейшла на посаду наукового співробітника. Під час роботи в Університеті Каліфорнії вона вивчала вплив планетезималей на формування газових гігантів і моделювала зовнішні планети Сонячної системи.
У 2011 році вона була призначена старшим викладачем кафедри наук про Землю Тель-Авівського університету. У 2015 році призначена на посаду асоційованого професора кафедри наук про Землю. У 2016 році стала професором Інституту обчислювальної техніки Цюрихського університету.
Хелед є членкинею наукової групи космічної місії Juno, яка досліджує Юпітер.
Вона також є одним із провідних науковців програми JUICE, а також членкинею наукової групи космічного телескопа PLATO.

## Дослідження

### Формування планет
Дослідження Хелед стосуються формування та еволюції планет у Сонячній системі та за її межами. Її дослідження включають взаємозв'язок між формуванням планет та їх внутрішньою структурою для газових гігантів Юпітера та Сатурна та крижаних гігантів Нептуна та Урана. Процеси, що призводять до утворення планет у Сонячній системі, порівнюються з утворенням екзопланет. Вона також досліджує, чи можна знайти єдиний механізм прогнозування формування планет, а також відмінності між різними планетними системами та фізичними процесами, які впливають на формування планет у певній системі.

### Внутрішня будова планет і час внутрішнього обертання
Дослідницька група Хелед також вивчає внутрішню структуру планет і їх склад. У дослідженні розробляються обчислювальні моделі для прогнозування динамічної поведінки планети та порівняння її з наявними спостереженнями. У дослідженні команда вивчає швидкості внутрішнього обертання газових гігантів і те, чи можна пов'язати внутрішню структуру цих планет з рухом їхньої атмосфери.

### Обчислення періодів обертання Сатурна, Урана і Нептуна
У 2015 році Хелед і її співробітники точно розрахували час обертання Сатурна — 10 годин 32 хвилини 45 секунд. Попередній розрахунок ґрунтувався на вимірюваннях зонда «Вояджер-2» у 1981 році. Однак розрахунки за даними зонда Кассіні показали, що існує розбіжність у числах і прогалина в розумінні та обчисленні часу обертання Сатурна, бо компоненти атмосфери Сатурна, особливо водень і гелій, рухаються з різними швидкостями і не свідчать про власне обертання Сатурна. Тому дослідження Хелед базувалися на обчисленні швидкості обертання шляхом вимірювання гравітаційного поля Сатурна та обчислення його густини та сплющеності.

### Перешкоди для руху вітрів на Урані і Нептуні
Разом з Йохаєм Каспі та Одедом Аронсоном з Наукового інституту Вейцмана і Адамом Шуманом і Біллом Хаббардом з Університету Аризони Хелед вдалося підрахувати, що сильні вітри на Нептуні й Урані, обмежені шаром атмосфери, глибина якого не перевищує 1000 км. На Нептуні ці вітри дмуть зі швидкістю приблизно 2000 км/год, зі штормами та сильними потоками. З моменту виявлення цих вітрів зондом «Вояджер-2» дослідники намагалися з'ясувати масштаби вітрів, щоб краще зрозуміти склад цих крижаних гігантів. Команда змоделювала вплив вітрів на гравітаційне поле планет і показала, що шар вітру обмежений висотою 1000 км і становить лише кілька відсотків маси планети. Дослідники змогли створити карту гравітаційного поля планет на основі даних про вітер.

## Визнання
- Вибрана серед 50 найвпливовіших жінок Ізраїлю за версією журналу Форбс (2015)[3][15]
- Вибрана серед 50 впливових жінок за версією Ґлобс (2016)[16]
- Обрана до списку 40 найперспективніших молодих людей року за версією Ґлобс (2016)[17]
- Сайт Mako назвав її однією з найвпливовіших людей в Ізраїлі (2016)[18]